# 77 км (зупинний пункт, Дніпровська дирекція Придніпровської залізниці)
Платформа 77 км — пасажирський залізничний зупинний пункт Дніпровської дирекції Придніпровської залізниці на електрифікованій лінії П'ятихатки — Верхівцеве. Розташований за 3 км на схід від станції П'ятихатки біля селища Зоря Кам'янського району Дніпропетровської області.

## Історія
Платформа 77 км виникла не пізніше початку 1940-х років під первинною назвою — Пост 76 км.

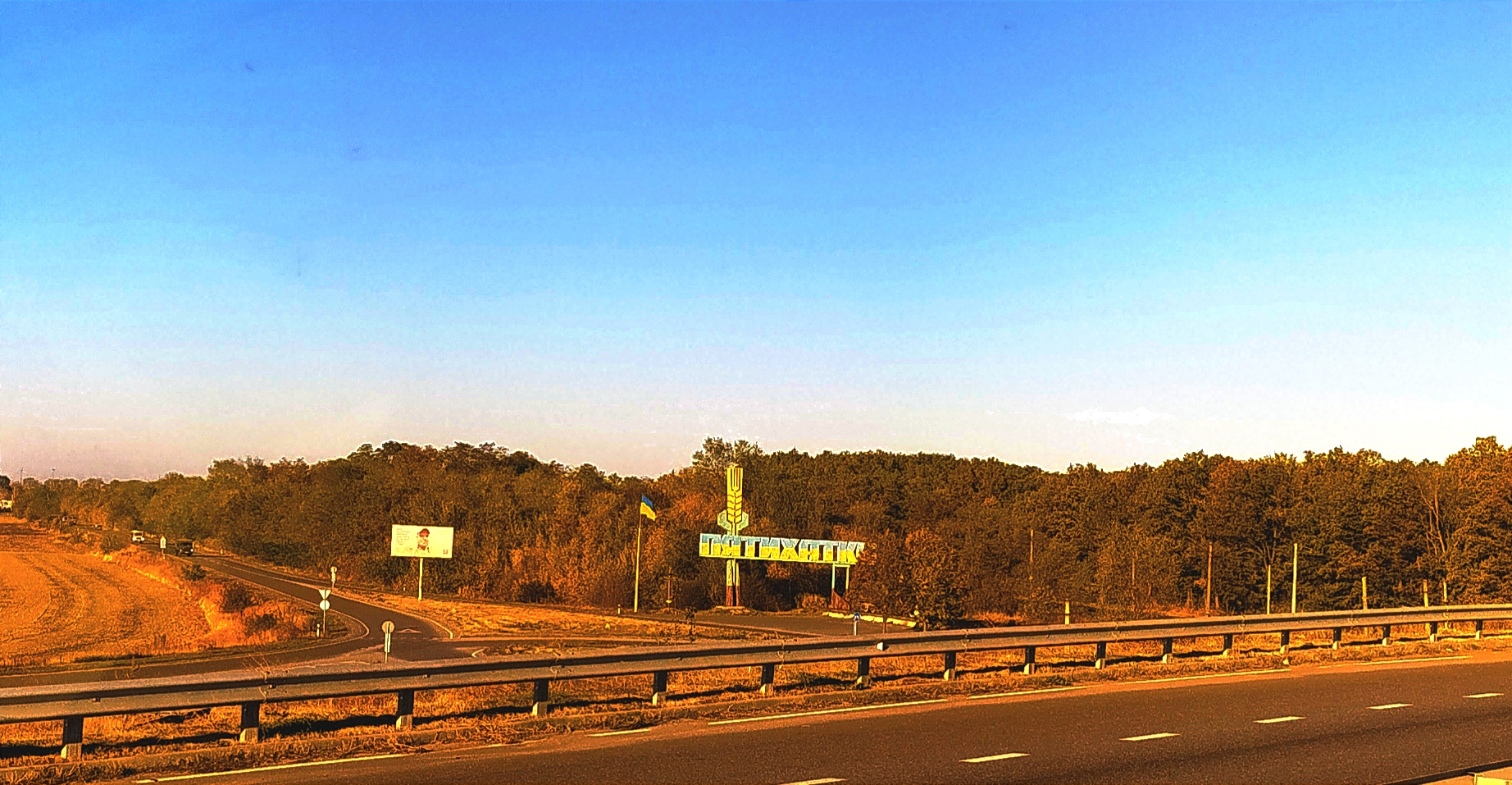
Пам'ятник паровозу-воїну, паровозу-трудівнику Е^{ш}-4256

Біля зупинного пункту встановлений пам'ятник паровозу-воїну, паровозу-трудівнику Еш-4256, який побудований на заводі «Nidqvist&Holm» (Трольгеттан, Швеція) у 1922 році. Це дуже рідкісна серія паровозів типу Е. У типажі цих паровозів осібно стоять серії Ег та Еш. Ці паровози будувалися відповідно на заводах Німеччини та Швеції. Було побудовано, відповідно, 700 німецьких та 500 шведських машин. Є єдиним паровозом серії Еш, що зберігся в Україні. Поряд є автентичний колодязь.

## Пасажирське сполучення
На платформі 77 км зупиняються приміські електропоїзди сполучення Дніпро — П'ятихатки.